# Hoofdklasse hockey heren 1989/90
Het seizoen 1989/90 is de 17de editie van de hoofdklasse waarin onder de KNHB-vlag om het Nederlands kampioenschap hockey werd gestreden. 
In het voorgaande seizoen zijn Forward en Geel-Zwart gedegradeerd. Hiervoor zijn Schaerweijde en Hattem in de plaats gekomen.
Na een spannend slot van de competitie werd HGC landskampioen met hetzelfde doelsaldo en zeven meer gescoorde doelpunten dan nummer twee Kampong, nieuwkomers Hattem en Schaerweijde degradeerden rechtstreeks.

## Eindstand
Na 22 speelronden was de eindstand:
| #  | Club              | GS | W  | G | V  | P  | DV      | DT      | DS  |
| -- | ----------------- | -- | -- | - | -- | -- | ------- | ------- | --- |
| 1  | HGC               | 22 | 14 | 6 | 2  | 34 | 58 - 27 | 58 - 27 | +31 |
| 2  | Kampong           | 22 | 14 | 6 | 2  | 34 | 51 - 20 | 51 - 20 | +31 |
| 3  | HDM               | 22 | 12 | 7 | 3  | 31 | 45 - 26 | 45 - 26 | +19 |
| 4  | Klein Zwitserland | 22 | 10 | 9 | 3  | 29 | 53 - 39 | 53 - 39 | +14 |
| 5  | Bloemendaal       | 22 | 10 | 6 | 6  | 26 | 46 - 33 | 46 - 33 | +13 |
| 6  | Amsterdam         | 22 | 9  | 6 | 7  | 24 | 55 - 40 | 55 - 40 | +15 |
| 7  | Oranje Zwart      | 22 | 5  | 9 | 8  | 19 | 33 - 40 | 33 - 40 | -7  |
| 8  | SCHC              | 22 | 5  | 6 | 11 | 16 | 31 - 49 | 31 - 49 | -18 |
| 9  | Tilburg           | 22 | 5  | 5 | 12 | 15 | 24 - 41 | 24 - 41 | -17 |
| 10 | Pinoké            | 22 | 4  | 6 | 12 | 14 | 21 - 38 | 21 - 38 | -17 |
| 11 | Hattem            | 22 | 3  | 5 | 14 | 11 | 32 - 71 | 32 - 71 | -39 |
| 12 | Schaerweijde      | 22 | 4  | 3 | 15 | 11 | 22 - 47 | 22 - 47 | -25 |

### Legenda
| Afk.    | Betekenis                                               |
| ------- | ------------------------------------------------------- |
| GS      | aantal gespeelde wedstrijden                            |
| W       | aantal gewonnen wedstrijden                             |
| G       | aantal gelijk gespeelde wedstrijden                     |
| V       | aantal verloren wedstrijden                             |
| P       | totaal aantal punten                                    |
| DV      | aantal gemaakte doelpunten                              |
| DT      | aantal doelpunten tegen                                 |
| DS      | doelsaldo                                               |
| HGC     | Landskampioen HGC plaatst zich voor de Europacup I 1991 |
| Kampong | Kampong plaatst zich voor de Europacup II 1991          |
| Hattem  | Hattem en Schaerweijde zijn rechtstreeks gedegradeerd   |

## Topscorers
| #  | Speler                | Club              | Goals |
| -- | --------------------- | ----------------- | ----- |
| 1. | Floris Jan Bovelander | Bloemendaal       | 24    |
| 2. | Jan Hidde Kruize      | Klein Zwitserland | 22    |
| 3. | Gijs Weterings        | HGC               | 20    |
| 4. | Tom van 't Hek        | Kampong           | 19    |

Nederlands landskampioenschap:

1897/98 ·
1898/99 ·
1899/00 ·
1900/01 ·
1901/02 ·
1902/03 ·
1903/04 ·
1904/05 ·
1905/06 ·
1906/07 ·
1907/08 ·
1908/09 ·
1909/10 ·
1910/11 ·
1911/12 ·
1912/13 ·
1913/14 ·
1914/15 ·
1915/16 ·
1916/17 ·
1917/18 ·
1918/19 ·
1919/20 ·
1920/21 ·
1921/22 ·
1922/23 ·
1923/24 ·
1924/25 ·
1925/26 ·
1926/27 ·
1927/28 ·
1928/29 ·
1929/30 ·
1930/31 ·
1931/32 ·
1932/33 ·
1933/34 ·
1934/35 ·
1935/36 ·
1936/37 ·
1937/38 ·
1938/39 ·
1939/40 ·
1940/41 ·
1941/42 ·
1942/43 ·
1943/44 ·
1944/45 ·
1945/46 ·
1946/47 ·
1947/48 ·
1948/49 ·
1949/50 ·
1950/51 ·
1951/52 ·
1952/53 ·
1953/54 ·
1954/55 ·
1955/56 ·
1956/57 ·
1957/58 ·
1958/59 ·
1959/60 ·
1960/61 ·
1961/62 ·
1962/63 ·
1963/64 ·
1964/65 ·
1965/66 ·
1966/67 ·
1967/68 ·
1968/69 ·
1969/70 ·
1970/71 ·
1971/72 ·
1972/73
Hoofdklasse heren:

1973/74 · 
1974/75 · 
1975/76 · 
1976/77 · 
1977/78 · 
1978/79 · 
1979/80 · 
1980/81 · 
1981/82 · 
1982/83 · 
1983/84 · 
1984/85 · 
1985/86 · 
1986/87 · 
1987/88 · 
1988/89 · 
1989/90 · 
1990/91 · 
1991/92 · 
1992/93 · 
1993/94 · 
1994/95 · 
1995/96 · 
1996/97 · 
1997/98 · 
1998/99 · 
1999/00 · 
2000/01 · 
2001/02 · 
2002/03 · 
2003/04 · 
2004/05 · 
2005/06 · 
2006/07 · 
2007/08 · 
2008/09 · 
2009/10 · 
2010/11 · 
2011/12 · 
2012/13 ·
2013/14 ·
2014/15 ·
2015/16 ·
2016/17 ·
2017/18 ·
2018/19 ·
2019/20 ·
2020/21 ·
2021/22 ·
2022/23 ·
2023/24 ·
2024/25 ·
Nederlandse competities: Hoofdklasse (zaal) · Promotieklasse · Overgangsklasse · Eerste klasse · Tweede klasse · Derde klasse · Vierde klasse · Gold Cup · Silver Cup

Nederlands kampioenschap: Lijst van Nederlandse landskampioenen hockey · Lijst van Nederlandse landskampioenen zaalhockey

Europese competities: Euro Hockey League · Europacup I · Europa Cup II · Europacup zaalhockey